# トニー・エメリー
トニー・エメリー（Thony Hemery、1972年11月22日 - ）は、フランスのサヴォワ県ブール・サン・モーリス出身のモーグルスキーヤーである。

## 人物
エドガー・グロスピロン引退後のフランス代表を牽引してきた選手で、エドガー・グロスピロンに後継者とも呼ばれ、2度のデュアルモーグル総合王者に輝いた。攻撃的なスピードのある滑りを持ち味として、デュアルモーグルに強さを発揮した。

## 経歴
1992-1993シーズンに20歳でワールドカップに初参戦する。初出場年ながらに第11戦で初優勝を遂げ、第12戦（最終戦）でも予選1位の好走を見せるなど活躍した。同シーズン中に行なわれた世界選手権にも初出場を果たすが、24位と下位に沈んでいる。2年目の1993-1994シーズンも初戦から優勝するなど好成績を収めた。3年目、4年目は怪我などもあり、殆ど成績を残せなかったが、5年目となる1996-1997シーズンは前年より新たに追加されたデュアルモーグルに初出場すると、第2戦にデュアル初優勝してそこから3連勝、さらに最終戦でもう1勝を挙げて6戦4勝の成績でデュアルモーグルの総合王者に輝いた。また、シングルでも1勝を挙げるなど好成績を収めて総合4位になっている。同シーズン中に行なわれた世界選手権では予選1位と好走するも決勝では5位とメダルには届かなかった。1997-1998シーズンは初戦から優勝と最高のスタートを切るが、2月に行なわれた長野オリンピックで怪我に見舞われオリンピック以降の大会を欠場する。初出場のオリンピックは予選6位と好走したのだが、前述の通り、怪我で途中棄権して最下位16位に終わった。1998-1999シーズンは再びデュアル第2戦で優勝すると3戦1勝、3位1回の成績で2度目のデュアルモーグル総合王者に輝き、優勝を花道に26歳で引退した。

## 主な成績

### ワールドカップ

#### 戦績表
| シーズン  | シングル | シングル | シングル | シングル | シングル | シングル | デュアル | デュアル | デュアル | デュアル | デュアル | デュアル | オーバーオール 総合成績 |
| シーズン  | 大会数   | 出場数   | 1位      | 2位      | 3位      | 総合成績 | 大会数   | 出場数   | 1位      | 2位      | 3位      | 総合成績 | オーバーオール 総合成績 |
| --------- | -------- | -------- | -------- | -------- | -------- | -------- | -------- | -------- | -------- | -------- | -------- | -------- | ----------------------- |
| 1992-1993 | 12戦     | 12戦     | 1回      |          |          | 6位      |          |          |          |          |          |          | 26位                    |
| 1993-1994 | 11戦     | 11戦     | 1回      |          | 1回      | 15位     |          |          |          |          |          |          | 50位                    |
| 1994-1995 | 10戦     | 2戦      | 最高47位 | 最高47位 | 最高47位 |          |          |          |          |          |          |          |                         |
| 1995-1996 | 11戦     | 1戦      | 最高12位 | 最高12位 | 最高12位 | 44位     | 3戦      | 0戦      |          |          |          |          | 102位                   |
| 1996-1997 | 7戦      | 7戦      | 1回      |          | 4回      | 4位      | 6戦      | 6戦      | 4回      |          |          | 優勝     | 9位                     |
| 1997-1998 | 8戦      | 5戦      | 1回      |          |          | 15位     | 5戦      | 1戦      | 最高9位  | 最高9位  | 最高9位  | 26位     | 47位                    |
| 1998-1999 | 5戦      | 5戦      |          | 1回      |          | 11位     | 3戦      | 3戦      | 1回      |          | 1回      | 優勝     | 25位                    |
| 通算成績  | -        | 43戦     | 5回      | 1回      | 5回      | -        | -        | 10戦     | 5回      |          | 1回      | -        | -                       |

#### 優勝歴
- 1992-1993シーズン　
  - 第11戦オーバーヨッホ（ドイツ）優勝
- 1993-1994シーズン　
  - 第1戦ティーニュ（フランス）優勝
- 1996-1997シーズン
  - シングル:第7戦Hundfjaellet（スウェーデン）優勝
  - デュアル:第2戦ラ・プラーニュ（フランス）優勝、第3戦ブラッコム（アメリカ）優勝、第4戦キルヒベルク（オーストリア）優勝、第6戦Hundfjaellet（スウェーデン）優勝
- 1997-1998シーズン
  - シングル:第1戦ティーニュ（フランス）優勝
- 1998-1999シーズン
  - デュアル:第2戦ブラッコム（アメリカ）優勝

### 世界選手権
- 1993年アルテンマークト大会 24位
- 1997年飯綱高原大会 5位
- 1999年マイリンゲン大会
  - シングル5位
  - デュアル9位（ベスト16）

### オリンピック
- 1998年長野オリンピック 16位（途中棄権）